# Samtgemeinde Salzhausen
De Samtgemeinde Salzhausen is een Samtgemeinde in de Duitse deelstaat Nedersaksen. Het is een samenwerkingsverband van acht kleinere gemeenten in het Landkreis Harburg. Het bestuur is gevestigd in Salzhausen.

## Deelnemende gemeenten
- Eyendorf
- Garlstorf
- Garstedt
- Gödenstorf
- Salzhausen
- Toppenstedt, incl. Tangendorf, 5 km ten noorden van het dorp Toppenstedt
- Vierhöfen
- Wulfsen

## Geografie, infrastructuur en economie
De Samtgemeinde Salzhausen ligt in het noordoosten van de Lüneburger Heide. Het terrein bestaat uit afwisselend bossen en boerenland. De belangrijkste middelen van bestaan zijn het toerisme en de landbouw. Verder wonen er in de dorpen van deze Samtgemeinde vrij veel woonforensen, die in vooral Hamburg een werkkring hebben.
Door de Samtgemeinde loopt van noord naar zuid de Autobahn A7. Afrit 39 van deze snelweg, Thieshope, tussen Brackel en Tangendorf, afrit 40, direct ten westen van Garlstorf, en afrit 41 ten oosten van Egestorf en ten zuidwesten van Gödenstorf, liggen in of dicht bij de Samtgemeinde Salzhausen.

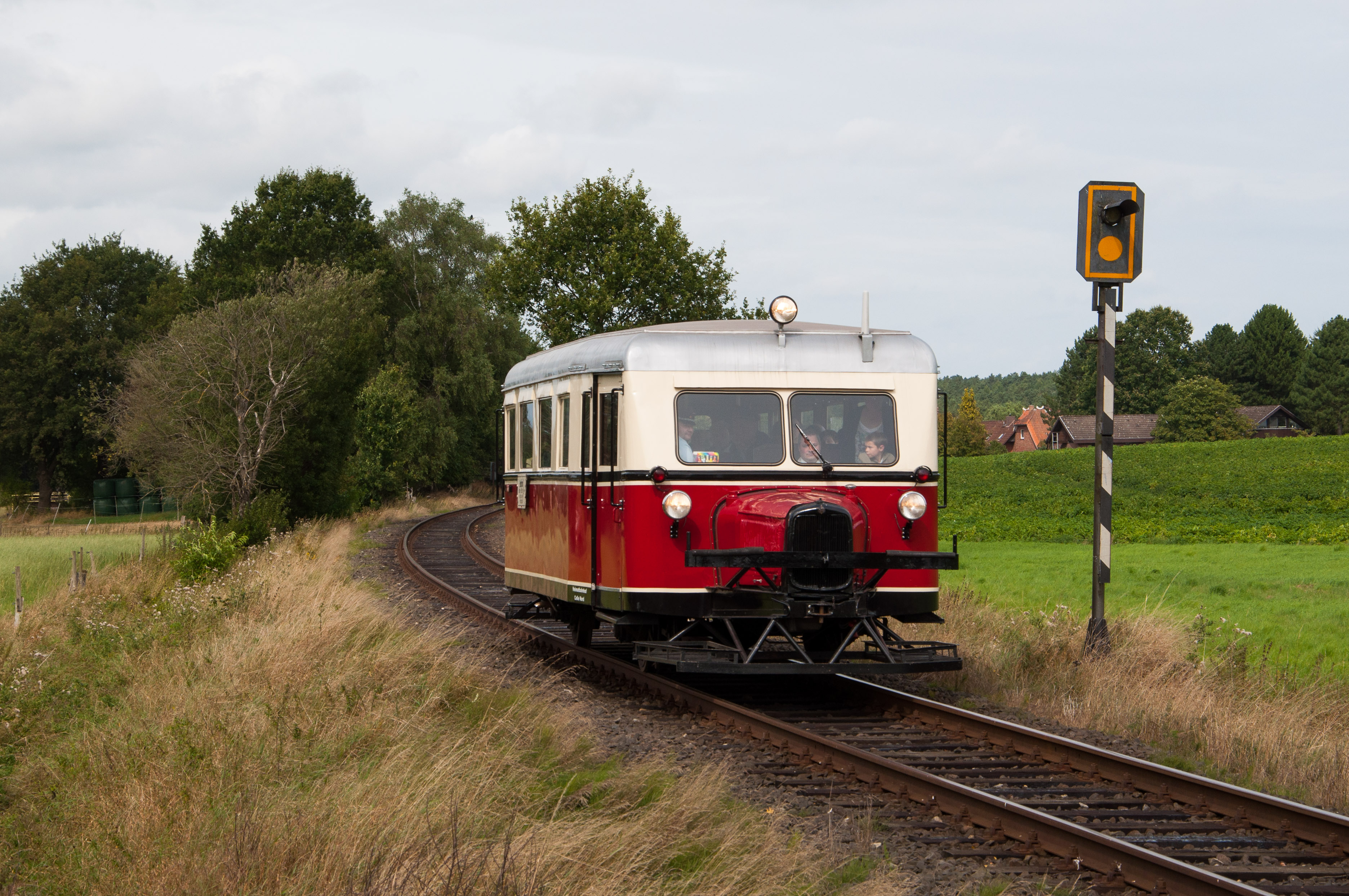
Museumtrein Ameisenbär ('Miereneter'; zo genoemd naar het aan de voorkant uitstekende gedeelte)

Een kleine spoorlijn loopt sinds 1906 van Winsen aan de Luhe door Wulfsen, Garstedt, Toppenstedt, Garlstorf, Gödenstorf, Salzhausen en Eyendorf naar Döhle, gemeente Egestorf, en naar Hützel, gemeente Bispingen. Over dit spoorlijntje rijden sinds 1970 geen reguliere passagierstreinen meer, maar wel af en toe nog goederentreinen. Incidenteel worden op dit spoorlijntje toeristische ritten uitgevoerd met railbussen van het type Ameisenbär.
Een op werkdagen overdag ieder uur rijdende buslijn HVV 4406 rijdt tussen Winsen, Wulfsen, Garstedt, Toppenstedt, Garlstorf, Gödensdorf en Salzhausen v.v., en in de spitsuren nog verder naar Eyendorf, Egestorf en het in die gemeente gelegen kleine dorpje Evendorf. Op zaterdagen voert deze lijn ongeveer zes en op zondagen gemiddeld twee ritten uit. Deze buslijn vormt in de Samtgemeinde het enige openbaar vervoer van betekenis.

## Geschiedenis
Zie ook de artikelen over de afzonderlijke deelgemeentes.
Op 4 juni 1939 verongelukte 's morgens vroeg een bus met daarin een zangkoor uit Garstedt; op een onbewaakte spoorwegovergang tussen Garstedt en Wulfsen werd deze door een trein gegrepen. Zestien mensen kwamen om het leven. Circa 15 mensen raakten gewond, onder wie verscheidene ernstig. De oorzaak was vermoedelijk een technisch mankement aan de bus of een bedieningsfout door de buschauffeur.

## Bezienswaardigheden,  evenementen
De plaats Luhmühlen, direct ten oosten van  Salzhausen,  is een belangrijk centrum van eventing, een tak van de paardensport. Jaarlijks, doorgaans in de maand juni, wordt er een internationaal eventing-toernooi gehouden, dat de naam CCI Luhmühlen draagt. Ten noordoosten van het dorp staat voor deze tak van sport de speciale paardrijhal Kurt-Günther-Jagau-Halle.